# Samaridae
Samaridae (Schollen) zijn een familie van straalvinnige vissen uit de orde van Platvissen (Pleuronectiformes).

## Geslachten
- Plagiopsetta V. Franz, 1910
- Samaris J. E. Gray, 1831
- Samariscus C. H. Gilbert, 1905